# 张泗洲
张泗洲（1920年—1980年），四川简阳人，中华人民共和国政治人物。
担任劳模。张泗洲农业生产合作社社长。1954年，当选第一届全国人民代表大会代表。